# جونز کراسنیگ (آریزونا)
جونز کراسنیگ (به انگلیسی: Jones Crossing) یک منطقهٔ مسکونی در ایالات متحده آمریکا است که در آریزونا واقع شده‌است. جونز کراسنیگ ۲٬۰۹۳ متر بالاتر از سطح دریا واقع شده‌است.